# Липівка-Дубшара
Ли́півка-Дубша́ра — заповідне урочище в Україні. Об'єкт природно-заповідного фонду Івано-Франківської області. 
Розташоване на території Рожнятівського району Івано-Франківської області, на північ від села Підлісся. 
Площа 41 га. Статус присвоєно згідно з рішенням облвиконкому від 19.07.1988 року № 128. Перебуває у віданні ДП «Брошнівський лісгосп» (Дубівське л-во, кв. 23, вид. 1). 
Статус присвоєно для збереження генетичного резервату високопродуктивних насаджень бука.